# Abājalū-ye Soflá
Abājalū-ye Soflá (persiska: آباجالوی سُفلَى, اباجلوی سفلی, Ābājālū-ye Soflá) är en ort i Iran.   Den ligger i provinsen Västazarbaijan, i den nordvästra delen av landet, 600 km väster om huvudstaden Teheran. Abājalū-ye Soflá ligger 1 284 meter över havet och antalet invånare är 192.
Terrängen runt Abājalū-ye Soflá är platt.Runt Abājalū-ye Soflá är det ganska tätbefolkat, med 185 invånare per kvadratkilometer. Närmaste större samhälle är Nūshīn Shar, 10,1 km väster om Abājalū-ye Soflá. Trakten runt Abājalū-ye Soflá består till största delen av jordbruksmark.